# Thiết Phong
Thiết Phong (铁锋区, Hán Việt:) Thiết Phong khu) là một quận của địa cấp thị Tề Tề Cáp Nhĩ, tỉnh Hắc Long Giang, Cộng hòa Nhân dân Trung Hoa. Quận này có diện tích 695 km2, dân số 300.000 người. Về mặt hành chính, Thiết Phong được chia thành các đơn vị gồm 9 nhai đạo (Long Hoa, Tân Công Địa, Trạm Tiền, Nam Phố, Đông Hồ, Thư Quang, Thông Đông, Quang Vinh, Bắc Cục) và một hương Trát Long.